# Berufsgericht
Berufsgerichte (früher auch Ehrengerichte) sind Gerichte für besondere Sachgebiete im Sinne des Art. 101 Abs. 2 GG. Als staatliche Gerichte sind sie für die Ahndung von Verstößen gegen das Berufsrecht, das Standesrecht oder die Standesregeln zuständig.
Für Personen, die zum Bund in einem öffentlich-rechtlichen Dienstverhältnis stehen, bestehen Bundesgerichte zur Entscheidung in Disziplinar- und Beschwerdeverfahren gem. Art. 96 Abs. 4 GG. Diese sind das Bundesdisziplinargericht (bis 2003) und die Truppendienstgerichte. Für die Richter im Bundesdienst wurde als Dienstgericht des Bundes ein besonderer Senat des Bundesgerichtshofs gebildet (§ 61 DRiG).

## Allgemeines

### Errichtung und Verfahren
Art. 30 GG, Art. 101 Abs. 2 GG erlaubt den Ländern die Errichtung von Berufsgerichten, soweit sie für das jeweilige Berufsrecht gesetzgebungsbefugt sind. § 187 Abs. 1 VwGO ermöglicht dem Landesgesetzgeber, die Berufsgerichte den Verwaltungsgerichten anzugliedern; dabei darf er die Besetzung und das berufsgerichtliche Verfahren selbstständig und abweichend von den Vorschriften der Verwaltungsgerichtsordnung regeln.
Da die Gesetzgebungskompetenz des Bundes bei den Heilberufen auf das Zulassungswesen beschränkt ist (Art. 74 Abs. 1 Nr. 19 GG), erstreckt sich auch der Kompetenztitel für die Gerichtsverfassung und das gerichtliche Verfahren nach Art. 74 Abs. 1 Nr. 1 GG nicht auf die ärztliche Berufsgerichtsbarkeit. Diese ist Ländersache.
Anders verhält es sich mit der Rechtsanwaltschaft und dem Notariat. Da dem Bund insoweit die Gesetzgebungskompetenz für das Berufsrecht zusteht (Art. 74 Abs. 1 Nr. 1 GG), ist auch die Berufsgerichtsbarkeit bundesgesetzlich geregelt (Fünfter Teil der Bundesrechtsanwaltsordnung, Teil 3 der Bundesnotarordnung).

### Berufsgerichtliche Maßnahmen
Berufsgerichtliche Maßnahmen sind
- Verwarnung
- Verweis
- Geldbuße
- die Entziehung des Berufswahlrechts (Aberkennung des aktiven und passiven Wahlrechts bzw. der Mitgliedschaft in den Organen der Kammer)
- die Feststellung, dass das beschuldigte Mitglied unwürdig ist, seinen Beruf auszuüben (Ausschluss aus der Rechtsanwaltskammer; bei Ärzten: Widerruf der Approbation durch die Aufsichtsbehörde möglich)
- die Feststellung, dass das beschuldigte Mitglied für einen bestimmten Zeitraum ungeeignet ist, Weiterbildung verantwortlich zu leiten.

### Einzelne Berufsgerichte
Eine Berufsgerichtsbarkeit existiert in Deutschland für freie Berufe, deren Angehörige in berufsständischen Kammern des öffentlichen Rechts zusammengeschlossen sind, nämlich
- rechts- und wirtschaftsberatende Berufe, d. h.
  - Rechtsanwälte (Anwaltsgericht → Anwaltsgerichtshof → BGH; §§ 92 ff., §§ 119, 142 ff. BRAO; verwaltungsrechtliche Anwaltssachen: § 112a BRAO)
  - Patentanwälte (LG München I → OLG München → BGH; §§ 85 ff., §§ 104, 124 ff. PAO; verwaltungsrechtliche Patentanwaltssachen: § 94a PAO)
  - Steuerberater (LG → OLG/BayObLG → BGH; §§ 95, 96, 97 StBerG)
  - Wirtschaftsprüfer (LG Berlin → KG → BGH; §§ 72, 73, 74 WiPrO)
  - Notare (OLG/BayObLG → BGH; § 99 BNotO)
- Heilberufe (Ärzte, Zahnärzte, Tierärzte, Apotheker, Psychotherapeuten: Heilberufe-Kammergesetze der Länder)
- technische Berufe (Architekten, Ingenieure: Landesrecht; früher auch Lotsen[7]).

Aus der Rechtsprechung des Bundesverfassungsgerichts siehe
- zu Anwälten: BVerfGE 48, 300 (1978); 26, 186 (1969); 18, 216 (1964)
- zu Heilberufen: BVerfGE 4, 74 (1954, NI); 18, 241 (1964, RP); 22, 42 (1967, NI); 27, 355 (1970, BW).

## Heilberufe
Die Berufsgerichte für Heilberufe bestehen
- in den meisten deutschen Bundesländern bei den Verwaltungsgerichten
- in Bayern und Sachsen bei den ordentlichen Gerichten
- in Baden-Württemberg, Niedersachsen und dem Saarland bei den Kammern.

| Land | Berufsgerichte 1. Instanz                                                       | Berufsgerichte 2. Instanz                                                     | Rechtsgrundlage      |
| ---- | ------------------------------------------------------------------------------- | ----------------------------------------------------------------------------- | -------------------- |
| BW   | 14 Bezirksberufsgerichte (Stuttgart, Karlsruhe; Freiburg, Reutlingen, Tübingen) | 5 Landesberufsgerichte (Stuttgart)                                            | § 21 HBKG            |
| BY   | Berufsgerichte (OLG München und Nürnberg)                                       | Landesberufsgericht (BayObLG)                                                 | Art. 68 HKaG         |
| BE   | Berufsgericht (VG Berlin)                                                       | Berufsobergericht (OVG Berlin-Brandenburg)                                    | § 67 BlnHKG          |
| BB   | Berufsgericht (VG Potsdam)                                                      | Landesberufsgericht (OVG Berlin-Brandenburg)                                  | § 60 HeilBerG        |
| HB   | Berufsgericht (VG Bremen)                                                       | Gerichtshof (OVG Bremen)                                                      | § 66 HeilBerG        |
| HH   | Berufsgericht (VG Hamburg)                                                      | Berufsgerichtshof (OVG Hamburg)                                               | § 5 HeilBerGerG      |
| HE   | Berufsgericht (VG Gießen)                                                       | Landesberufsgericht (VGH Kassel)                                              | § 51 HeilBerG        |
| MV   | Berufsgericht (VG Greifswald)                                                   | Berufsgerichtshof (OVG Greifswald)                                            | § 65 HeilBerG        |
| NI   | 5 Berufsgerichte (Hannover), darunter das ärztliche                             | Gerichtshof (Hannover)                                                        | § 67 HKG             |
| NW   | Berufsgerichte (VG Köln und Münster)                                            | Landesberufsgericht (Oberverwaltungsgericht für das Land Nordrhein-Westfalen) | § 61 HeilBerG        |
| RP   | Berufsgericht (VG Mainz)                                                        | Landesberufsgericht (OVG Koblenz)                                             | § 59 HeilBG          |
| SL   | 4 Gerichte (Saarbrücken)                                                        | 4 Gerichtshöfe (Saarbrücken)                                                  | § 34 SHKG            |
| SN   | Berufsgericht (LG Dresden)                                                      | Landesberufsgericht (OLG Dresden)                                             | § 62 SächsHKaG       |
| ST   | Berufsgericht (VG Magdeburg)                                                    | Landesberufsgericht (OVG Magdeburg)                                           | § 49 KGHB-LSA        |
| SH   | Berufsgericht (VG Schleswig)                                                    | Berufsgerichtshof (OVG Schleswig)                                             | § 59 HBKG, § 41 PBKG |
| TH   | Berufsgerichte (VG Gera, Meiningen, Weimar)                                     | Landesberufsgericht (OVG Weimar)                                              | § 49 ThürHeilBG      |

In Österreich gibt es für Ärzte Disziplinarkommissionen (§ 140 ÄrzteG 1998), in der Schweiz Standeskommissionen (Art. 43 Standesordnung der FMH).

## Technische Berufe
Für Architekten und Ingenieure sind teilweise Berufsgerichte, teilweise Ehrenausschüsse zuständig.
Echte Berufsgerichte bestehen
- in Bayern und Berlin bei den ordentlichen Gerichten
- in Bremen, Nordrhein-Westfalen, Rheinland-Pfalz (nur Architekten) und Sachsen-Anhalt (nur Ingenieure) bei den Verwaltungsgerichten
- in Baden-Württemberg (nur Architekten) und Niedersachsen bei den Kammern.

| Land       | Berufsgerichte 1. Instanz                       | Berufsgerichte 2. Instanz                                                     | Rechtsgrundlage               |
| ---------- | ----------------------------------------------- | ----------------------------------------------------------------------------- | ----------------------------- |
| BW (Arch.) | Berufsgericht (Stuttgart)                       | Landesberufsgericht (Stuttgart)                                               | § 20 Architektengesetz        |
| BY         | Berufsgericht (LG München I und Nürnberg-Fürth) | Landesberufsgericht (BayObLG)                                                 | Art. 28 BauKaG                |
| BE         | Berufsgericht (LG Berlin)                       | Landesberufsgericht (KG)                                                      | § 23 ABKG                     |
| HB         | Berufsgericht (VG Bremen)                       | Berufsgerichtshof (OVG Bremen)                                                | § 27 BremArchG, § 29 BremIngG |
| NI         | Berufsgericht (Hannover)                        | Berufsgerichtshof (Hannover)                                                  | § 39 NArchtG, § 42 NIngG      |
| NW         | Berufsgericht (VG Düsseldorf)                   | Landesberufsgericht (Oberverwaltungsgericht für das Land Nordrhein-Westfalen) | § 51 BauKaG NRW               |
| RP (Arch.) | Berufsgericht (VG Mainz)                        | Berufsgerichtshof (OVG Koblenz)                                               | § 33 ArchG                    |
| ST (Ing.)  | Berufsgericht (VG Magdeburg)                    | Berufsgerichtshof (OVG Magdeburg)                                             | § 37 IngG LSA                 |

Im Übrigen sind bei den Kammern Ehrenausschüsse eingerichtet. Der Unterschied zu den Berufsgerichten liegt darin, dass die Entscheidungen der Ehrenausschüsse im normalen verwaltungsgerichtlichen Verfahren angegriffen werden können.
| Land       | Bezeichnung             | Rechtsgrundlage                  |
| ---------- | ----------------------- | -------------------------------- |
| BW (Ing.)  | Eintragungsausschuss    | § 7 IngKammG BW                  |
| BB         | Ehrenausschuss          | § 30 BbgArchG, § 27 BbgIngG      |
| HH         | Ehrenausschuss          | § 20 HmbArchtG, § 17a HmbIngG    |
| HE         | Berufsordnungsverfahren | § 18 HASG, § 25 HIngG            |
| MV         | Ehrenausschuss          | § 32 ArchIngG M-V                |
| RP (Ing.)  | Ehrenausschuss          | § 38 IngKaG                      |
| SL         | Ehrenausschuss          | § 49 SAIG                        |
| SN         | Ehrenausschuss          | § 21 SächsArchG, § 24 SächsIngKG |
| ST (Arch.) | Berufsrechtsausschuss   | § 22 ArchtG-LSA                  |
| SH         | Ehrenausschuss          | § 24 ArchIngKG                   |
| TH         | Ehrenausschuss          | § 35 ThürAIKG                    |

## Ehrengericht
Ein Ehrengericht oder Ehrenrat ist auch in manchen Vereinen und Nichtregierungsorganisationen eine Institution, die für Streitigkeiten in der Organisation zuständig ist. Diese Organisationen vereinen nicht Vertreter bestimmter Berufe, sondern Mitglieder der lokalen, ethnischen und anderer Gemeinschaften.
In Deutschland schaffte 1919 die Weimarer Verfassung durch Artikel 105 die militärischen Ehrengerichte ab, die unter Standesgenossen einen schlichten Abschied aussprechen konnten.